# Лорьян-2 (кантон)
Лорьян-2 (фр. Lorient-2) — кантон во Франции, находится в регионе Бретань, департамент Морбиан. Входит в состав округа Лорьян.

## История
Кантон образован в результате реформы 2015 года. 

## Состав кантона с 22 марта 2015 года
В состав кантона входят коммуны (население по данным Национального института статистики за 2019 г.):
- Груа (2 234 чел.)
- Лорьян (восточные, южные и центральные кварталы, 27 970 чел.)

## Политика
С 2015 года кантон в Совете департамента Морбиан представляют член совета города Лорьян Дамьен Жирар (Damien Girard) (Европа Экология Зелёные) и школьный учитель из Лорьяна Розан Метейер (Rozenn Métayer) (Разные левые).
|                | Кандидаты                            | Партия                   | Первый тур | Первый тур     | Второй тур | Второй тур |
| Кол-во голосов | Кандидаты                            | Партия                   | % голосов  | Кол-во голосов | % голосов  |            |
| -------------- | ------------------------------------ | ------------------------ | ---------- | -------------- | ---------- | ---------- |
|                | Дамьен Жирар Розан Метейер           | Левый блок — Зелёные     | 2 466      | 38,91          | 3 474      | 51,77      |
|                | Ги Гасан Мари-Франсуаза Роже         | Разные правые            | 1 976      | 31,18          | 3 237      | 48,23      |
|                | Пьерет Бекель Филипп Маколиф         | Национальное объединение | 929        | 14,66          |            |            |
|                | Эмманюэль Брёрек Эмманюэль Трокадеро | Разные левые             | 432        | 6,82           |            |            |
|                | Клодин Ле Гоф Жан-Филипп Оливьери    | Разные левые             | 369        | 5,82           |            |            |
|                | Доминик Баласси Лора Гальвен         | Крайне правые            | 165        | 2,60           |            |            |

|                | Кандидаты                        | Партия                  | Первый тур | Первый тур     | Второй тур | Второй тур |
| Кол-во голосов | Кандидаты                        | Партия                  | % голосов  | Кол-во голосов | % голосов  |            |
| -------------- | -------------------------------- | ----------------------- | ---------- | -------------- | ---------- | ---------- |
|                | Гаэль Ле Страдик Лоран Тоннер    | Левый блок              | 2 708      | 27,63          | 4 842      | 57,90      |
|                | Мария Кола Армель Тоннер         | Правый блок             | 1 684      | 17,18          | 3 521      | 42,10      |
|                | Паскаль Барон Элоиза Эро         | Национальный фронт      | 1 516      | 15,47          |            |            |
|                | Доминик Ивон Изабель Соль Кобель | Прочие                  | 1 349      | 13,76          |            |            |
|                | Дельфин Александр Ассан Дибес    | Разные левые            | 905        | 9,23           |            |            |
|                | Дамьен Жирар Клер Эрлик          | Европа Экология Зелёные | 689        | 7,03           |            |            |
|                | Элен Де Ла Тюлле Жак Морен       | Разные правые           | 490        | 5,00           |            |            |
|                | Ян Сиз Лоранс Шеврель            | Прочие                  | 253        | 2,58           |            |            |
|                | Жоэль Кори Эрве Ле Гвен          | Прочие                  | 207        | 2,11           |            |            |